# Orca (Sportartikelhersteller)
Orca ist ein neuseeländisches Unternehmen zur Herstellung von Sportbekleidung, hauptsächlich für Triathleten.

## Geschichte
Das Unternehmen wurde 1994 in Auckland von Scott Unsworth, einem ehemaligen neuseeländischen Triathleten. Er entschied sich, mit der Herstellung von Neoprenanzügen zu beginnen, nachdem er entdeckt hatte, dass traditionelle Neoprenanzug eher zum Tauchen und weniger zum Schwimmen geeignet waren. In Auckland gründete Unsworth eine Firma namens Performance Speedsuits Ltd., die schwimmerfreundliche Neoprenanzüge herstellt und auch schnell an Popularität gewann. Das Unternehmen wurde 1995 in „Orca“ umbenannt.
2008 einigte sich das Unternehmen mit dem spanischen Fahrradriesen Orbea auf einen weltweiten Vertriebsvertrag.

## Produkte
Orca ist spezialisiert auf High-Range-Wetsuits, wobei die meisten Neoprenanzüge bei ca. 250 bis 700 US-Dollar beginnen, wobei viele seiner Produkte weltweit erhältlich sind. Das Unternehmen ist als führend bei der Einführung neuer Technologien im Triathlon anerkannt. Der Orca Apex 2 Neoprenanzug verwendet AirLite – eine der weltweit ersten Neoprentechnologien. Es gibt winzige Lufttaschen, die im Neopren gefangen sind, um für erhöhten Auftrieb zu sorgen. Der Orca 3.8 war der erste Neoprenanzug mit AirRelease Panel. Dies ist das weltweit erste atmungsaktive Neopren, das es ermöglicht, Wärme und Feuchtigkeit vom Träger wegzutragen und gleichzeitig wasserabweisend zu bleiben. Orca wurde von der neuseeländischen Regierung und anderen Branchengruppen wie Better by Design, für seine designgeführte Innovation ausgezeichnet. Orcas Ruf für Innovation spiegelt sich in seinen beiden Top-End-Modellen wider, obwohl der Allzweck-Sonar nach wie vor Orcas meistverkaufter Triathlon-Neoprenanzug ist.
Orca sponsert eine Reihe von führenden Triathleten, darunter 2 × 70.3-Weltmeister Sebastian Kienle, schnellster Radrennfahrer im Ironman Andrew Starykowicz, vor kurzem ausgeschiedener Olympiasieger Hamish Carter, ITU Athleten wie Kris Gemmell, Courtney Atkinson, Tim Don und Debbie Tanner, und Ironman Konkurrenten wie Craig Alexander und Cameron Brown. Orca sponsert auch eine Reihe von nationalen Organisationen, darunter Triathlon New Zealand, Bike NZ und die British Triathlon Federation.
2004 war Orca offizieller Bekleidungslieferant des neuseeländischen Olympiateams und hat seitdem einen Kultstatus.